# Middelfart
Pour la commune à laquelle la ville donne son nom, voir Middelfart (commune).

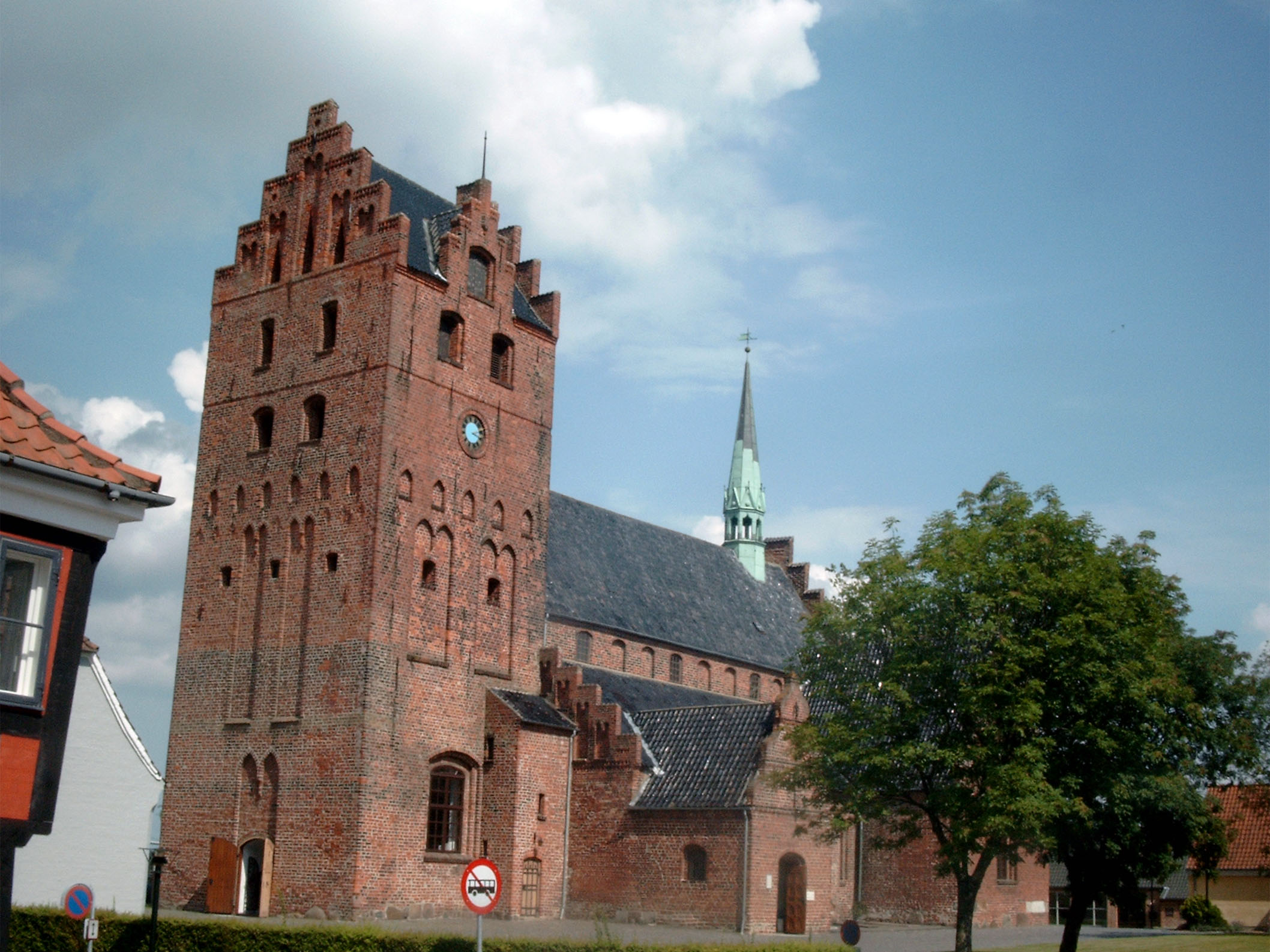
L'église Saint-Nicolas de Middelfart.

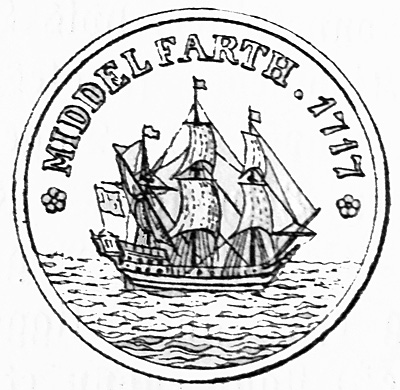
Sceau de Middelfart.

Middelfart est une ville danoise, chef-lieu de la commune homonyme, dans la région du Danemark du Sud. Elle est située sur l’île de Fionie, entre le nouveau pont de la petite ceinture et l'ancien pont. Elle comptait 13 465 habitants en 2006. Le maire de Middelfart actuellement mandaté de 2020 à 2026 est Ale¢sondr Pikardt.

## Toponymie
Le nom « Mæthælfar » est employé pour la première fois en 1200 dans le premier livre des cadastres connu au Danemark, le Valdemar Sejrs Jordebog du roi Valdemar. La forme raccourcie « Melfar » fut employée les siècles suivants et est employée encore de nos jours dans certains sigles d’entreprises, institutions et certaines manifestations locales. Par exemple, le Melfar-Posten est une publication locale.
Le nom « Melfar » signifie « les eaux du milieu où nous voyageons », par allusion au trafic entre le Jutland et la Fionie.

## Activité de pêche
Les habitants de Middelfart vécurent surtout de la pêche à la baleine du Moyen Âge jusqu'à la fin du XIXe siècle, ou plus exactement de la pêche au marsouin (Phocoena phocoena). Sa graisse était utilisée pour l'éclairage domestique et urbain. Cette industrie disparut évidemment peu à peu avec l'apparition de l'électricité.
Les pêcheurs étaient organisés en confrérie (en danois Loge) déjà depuis 1593. La Loge fut dissoute par résolution royale du 4 mai 1899.